# Jungfrurnas gäst
Jungfrurnas gäst (klassifikation: SMB 30, TSB A 64) är en naturmytisk balladtyp som finns upptecknad i Sveriges Medeltida Ballader i en västgötsk variant från 1678 (efter Ingierd Gunnarsdotter); melodiuppteckning saknas.

## Handling
I jag-form berättas hur en man av tre jungfrur lockas till en präktigt inredd stuga, och till sist trugas att gå till sängs med en av dem. Just då 'flaxar hanen sina vingar' (det vill säga: tuppen vaknar), och mannen ser att han är i berget och att hans sällskap är otyg. Han undkommer därigenom i sista ögonblicket.
Handlingen är likartad i balladen Älvefärd, SMB 31.

## Paralleller på andra språk
Balladtypen finns också på danska (DgF 488).